# Sclerurus obscurior
El tirahojas oscuro o tirahojas sudamericano (Sclerurus obscurior), es una especie de ave paseriforme de la familia Furnariidae perteneciente al género Sclerurus. Es nativo de Sudamérica y del extremo oriental de Centroamérica. Hasta recientemente, el grupo de subespecies agrupadas en la presente, hacían parte del complejo Sclerurus mexicanus. Los mismos estudios recientes que justificaron la separaciónn, indican que la presente especie pudiera también estar compuesta por un complejo críptico de especies.

## Nombres comunes
Se le denomina también raspahojas picudo (en Colombia), tirahojas golihabano (en Ecuador), tira-hoja de garganta anteada (en Perú), raspahojas de garganta rufa o raspa hoja pechirojizo (en Venezuela)

## Distribución y hábitat
Se distribuye desde el este de Panamá y norte de Colombia hasta el oeste de Venezuela, y a occidente de los Andes hasta el oeste de Ecuador; y desde el sur de Colombia, a oriente de los Andes de Ecuador, Perú y el centro oeste de Bolivia, y hacia el este por la cuenca amazónica y el escudo guayanés de Venezuela, Brasil, Guyana, Surinam y la Guayana francesa, con una población aislada en la mata atlántica del litoral oriental de Brasil.
Sus hábitats naturales son las selvas húmedas tropicales tanto de tierras bajas como las montanas. Prefiere los terrenos escarpados entre el nivel del mar hasta los 1500 m de altitud, localmente hasta los 2000 m.

## Sistemática

### Descripción original
La especie S. obscurior fue descrita por primera vez por el ornitólogo alemán Ernst Hartert en 1901 bajo el nombre científico de subespecie Sclerurus mexicanus obscurior; la localidad tipo es: «Lita, noroeste de Ecuador».

### Etimología
El nombre genérico masculino «Sclerurus» se compone de las palabras del griego «σκληρος sklēros»: ‘rígido’, y «ουρα oura»: ‘cola’; significando ‘de cola rígida’; y el nombre de la especie «obscurior», proviene del latín y significa oscuro.

### Taxonomía
Los trabajos de filogenia molecular de D’Horta et al. (2013) encontraron que el complejo Sclerurus mexicanus consistía de, por lo menos, dos especies, el grupo mesoamericano mexicanus (incluyendo pullus) , y el resto de las especies, agrupadas en la presente; las clasificaciones del Congreso Ornitológico Internacional (IOC) y Clements/eBird v.2021 siguen esta separación. Adicionalmente, el mismo trabajo encontró evidencias de que por lo menos cuatro de las cinco subespecies sudamericanas: obscurior, peruvianus, andinus y macconnelli (incluyendo bahiae),  deberían ser tratadas como especies separadas debido a las fuertes diferencias genéticas y a pesar de ser aparentemente parapátricas. Un reciente trabajo de Cooper y Cuervo (2017) suministró evidencias vocales sugiriendo que S. mexicanus realmente consiste de múltiples especies. El Comité de Clasificación de Sudamérica (SACC) analizó la múltiple separación en la Propuesta N° 752 y aprobó la separación del «grupo obscurior» en la Parte I, y rechazó la separación de cada una de las cuatro subespecies mencionadas en la Parte IIb.
El estatus de la población aislada situada en la mata atlántica no queda claro, y posiblemente podría separase en otra especie denominada Scleururus bahiae, pero todavía se han realizado pocos estudios al respecto.
La forma descrita S. o. anomalus Bangs & Barbour, 1922 (del cerro Sapo, este de Panamá) no se considera diagnosticable, y se incluye en obscurior.

### Subespecies
Según las clasificaciones del Congreso Ornitológico Internacional (IOC) y Clements checklist/eBird se reconocen cinco subespecies, con su correspondiente distribución geográfica y algunas característica distintivas:
- Sclerurus obscurior andinus Chapman, 1914 – localmente en los altiplanos del norte de Colombia (hacia el este hasta la Serranía del Perijá), extremo noroeste de Venezuela y noroeste de Ecuador. Es más claro que S. mexicanus, con el obispillo y las coberteras de la parte superior de la cola muy rojizos.
- Sclerurus obscurior obscurior Hartert, 1901 – tierras bajas del oeste de Colombia hacia el sur hasta el oeste de Ecuador (al sur hasta Esmeraldas y localmente en el noroeste de Guayas al sur hasta el oeste de Loja). Es más oscuro y menos rojizo que S. mexicanus.
- Sclerurus obscurior peruvianus Chubb, 1919 – oeste de la Amazonia localmente desde el sur de Colombia (base de los Andes orientales en la ladera occidental en Santander, en la ladera oriental hacia el sur desde el oeste de Meta) hacia el sur hasta el este de Perú y norte de Bolivia (hacia el sur hasta el noroeste de Santa Cruz); posiblemente en el oeste de Brasil (Amazonas, Acre, norte de Rondônia).[15] En general como obscurior, pero incluso menos rojizo.
- Sclerurus obscurior macconnelli Chubb, 1919 – tierras bajas del este de Venezuela, las Guayanas y norte de Brasil (hacia el este desde el río Negro, y la sur del río Amazonas desde el Tapajós hacia el este hasta Maranhão y al sur, localmente hasta el norte de Mato Grosso). Similar a S. mexicanus, pero más pardo oliváceo, el rojizo de la garganta y el obispillo muy marcado, extendiéndose hacia el pecho.
- Sclerurus obscurior bahiae Chubb, 1919 – mata atlántica de Brasil, desde Alagoas hasta el noreste de São Paulo. El obispillo es pardo rojizo intenso, garganta oscura que contrasta un poco con el pecho.